# Conosiphon
Conosiphon is een vliegengeslacht uit de familie van de roofvliegen (Asilidae).

## Soorten
- C. alter Becker, 1923
- C. pauper (Becker, 1907)
- C. similis Becker, 1923